# Terre del Barolo (azienda)
Terre del Barolo è una cooperativa vitivinicola fondata nel 1958 a Castiglione Falletto, comune in provincia di Cuneo, nelle Langhe.

## Storia

### Genesi del progetto

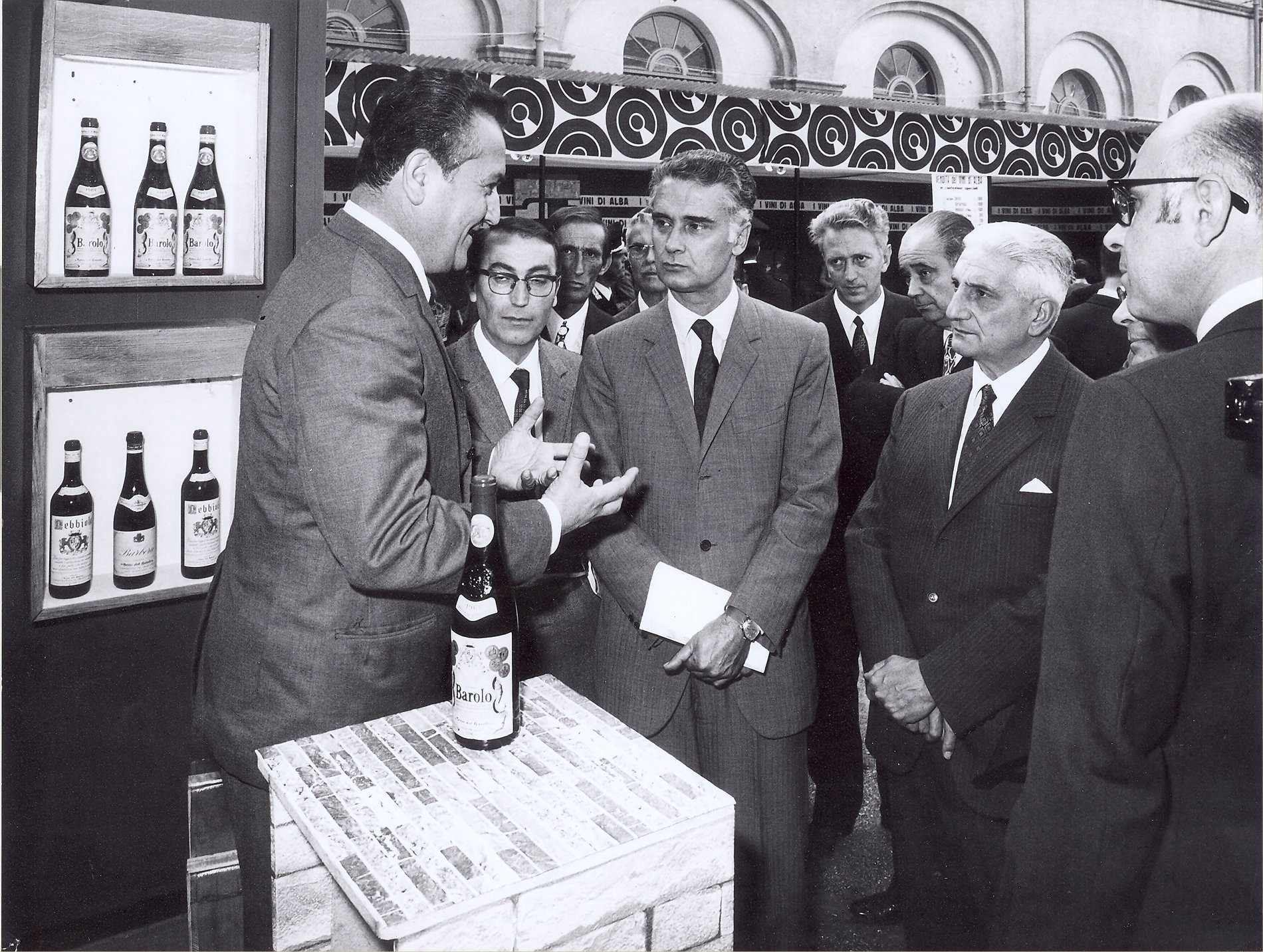
Arnaldo Rivera a una fiera di settore negli anni sessanta

L'idea di fondare una cooperativa vitivinicola a Castiglione Falletto si deve ad Arnaldo Rivera, figlio di viticoltori della zona.

### La fondazione della Cantina Terre del Barolo
L'8 dicembre 1958, con un atto costitutivo redatto presso la sala del Municipio di Grinzane Cavour dinanzi al notaio Italo Ferrero, venne fondata la Cantina Terre del Barolo con sede a Castiglione Falletto e i soci fondatori al momento della fondazione, rappresentati dal presidente Arnaldo Rivera, furono ventidue.
I lavori per la costruzione dello stabilimento, progettato dall'ingegner Biagio Soave e dall'architetto Elio Celato, partirono dopo la vendemmia del 1959, su terreni in parte acquistati dalla diocesi e in parte da contadini della zona in località Uccellaccio e, nel frattempo, i soci aderenti salirono a oltre trecento.
Nel gennaio del 1961 si riunì la prima assemblea ordinaria per approvare il primo bilancio che ammontava a 187.915.461 Lire con ricavi per 2.666.913 Lire.

### La crescita durante i difficili anni Settanta
Nel 1968 il bilancio della Cantina Terre del Barolo superò il miliardo di lire e lo stabilimento venne ampliato per accogliere nuove botti di rovere ma anche nuovi spazi per il conferimento dell'uva. Negli anni Settanta la cooperativa partecipò a fiere di settore ad Alba ma anche a Torino, Milano, Genova, Parma, Verona e venne organizzata anche una prima rete di distribuzione.
Nel 1970 la cooperativa Terre del Barolo ricevette anche due Diplomi con Medaglia d'Oro, a seguito della partecipazione al 2º Concorso Nazionale dei Vini Italiani che si tenne a Milano.

### Gli anni Ottanta
All'inizio degli anni Ottanta la cooperativa ricevette a New York il riconoscimento americano Italian Barrel Wine per un Nebbiolo d'Alba del 1979 decretato fra i migliori vini italiani. e il numero dei soci si assestò a 550, con un bilancio che sfiorava i sette miliardi di lire.
Nel dicembre del 1986 Arnaldo Rivera rassegnò le sue dimissioni e alla sua morte, avvenuta il 10 gennaio del 1987, subentrò Francesco Conterno che mantenne la carica di presidente fino al 1990.

### La cooperativa dagli anni Novanta a oggi
Dal 1990 Matteo Bosco divenne il nuovo presidente della cooperativa e i soci si ridussero a circa quattrocento, pur tuttavia realizzando risultati soddisfacenti in termini di produzione e di qualità; vennero inoltre eseguiti lavori di ristrutturazione e ampliamento dei locali di cantina e affinamento.
A partire dal 2001 la cooperativa ha deliberato l'istituzione di un premio annuale da assegnare a sole donne distintesi per il successo nel proprio ambito professionale e la prima donna a essere premiata è stata Carla Fracci. Negli anni successivi il Premio Terre del Barolo è stato assegnato a Luciana Littizzetto, Margherita Hack, Micol Fontana, Elena Sofia Ricci, Dacia Maraini ed Enza Sampò.
Sotto la guida del nuovo presidente Paolo Boffa la Cantina Terre del Barolo nel 2017, alla vigilia del suo sessantesimo anniversario, ha commemorato il suo fondatore creando una speciale selezione di Barolo DOCG denominata ARNALDORIVERA.

## I vini
La cooperativa produce in prevalenza vini rossi prodotti con uve delle Langhe, rispettando i disciplinari DOC e DOCG. I vini principali sono classificati come Barolo, Nebbiolo, Barbera e Dolcetto, a cui si aggiunge una piccola produzione dai vitigni autoctoni Pelaverga e Nascetta. Completano la gamma anche un vino spumante Alta Langa DOCG, un Barolo chinato e una grappa di Barolo.

### Annotazioni
1. ↑  I soci fondatori della cooperativa Terre del Barolo: Battista Alessandria, Giuseppe Ardito, Pietro Bosco, Enrico Bosso, Luigi Brignone, Alfredo Castagno, Pietro Castagnotto, Giuseppe Destefanis, Enrico Fava, Giuseppe Molino, Angelo Moscone, Giovanni Negro, Francesco Porasso, Paolo Porello, Giovanni Rabino, Arnaldo Rivera, Francesco Rivera, Giuseppe Roddolo, Andrea Roggero, Luigi Roggero, Renzo Roggero, Giovanni Veglio.

### Fonti
1. ↑  G. Parusso, 2009, pp. 69-70.
2. ↑  G. Parusso, 2009, p. 71.
3. ↑  G. Parusso, 2009, p. 76.
4. ↑  G. Parusso, 2009, p. 86.
5. 1 2  G. Parusso, 2009, p. 127.
6. ↑   targatocn.it, consultato il 9 novembre 2017,  http://www.targatocn.it/sommario/agricoltura/leggi-notizia/argomenti/agricoltura/articolo/cantina-terre-del-barolo-matteo-bosco-riconfermato-alla-presidenza.html.
7. ↑  G. Parusso, 2009, pp. 129-136.
8. ↑  G. Parusso, 2009, p. 73.
9. ↑   gazzettadalba.it, consultato il 9 novembre 2017,  http://www.gazzettadalba.it/2017/11/la-figura-di-arnaldo-rivera-rivive-tra-foto-depoca-e-vini/.
10. ↑   terredelbarolo.com, consultato il 9 novembre 2017,  http://terredelbarolo.com/i-vini//.